# Anla
Anla (gaskognisch Anlar) ist eine französische Gemeinde mit 82 Einwohnern (Stand 1. Januar 2022) im Département Hautes-Pyrénées in der Region Okzitanien; sie gehört zum Arrondissement Bagnères-de-Bigorre und zum Gemeindeverband Neste Barousse. Seine Bewohner nennen sich Anlageois/Anlageoises.

## Geografie
Die Gemeinde Anla liegt in den Pyrenäen, 20 Kilometer südöstlich der Stadt Lannemezan im Osten des Départements Hautes-Pyrénées. Die Gemeinde besteht aus dem Dorf Anla, wenigen Häusergruppen sowie mehreren Einzelgehöften. Weite Teile der Gemeinde sind Bergland und bewaldet. Der höchste Punkt der Gemeinde ist der Mail de Mau Bourg im Osten der Gemeinde. Die Ourse durchquert die Gemeinde in nördlicher Richtung und bildet die westliche Gemeindegrenze. Westlich der Gemeinde verläuft die Route nationale 125.

## Geschichte
Einige Überreste aus Marmor aus gallo-römischer Zeit in Le Paa belegen eine frühe Besiedlung. Der Ort wurde erstmals um 1196/1197 indirekt als de Anlar de Barossa in Urkunden aus Bonnefonts erwähnt. Im Mittelalter lag der Ort innerhalb der Grafschaft Barousse in der Region Armagnac, die wiederum ein Teil der Provinz Gascogne war. Die Gemeinde gehörte von 1793 bis 1801 zum District La Barthe. Zudem lag Anla von 1793 bis 2015 im Kanton Mauléon-Barousse. Die Gemeinde ist seit 1801 dem Arrondissement Bagnères-de-Bigorre zugeteilt.

## Bevölkerungsentwicklung
| Jahr                       | 1962 | 1968 | 1975 | 1982 | 1990 | 1999 | 2006 | 2014 | 2020 |
| Einwohner                  | 73   | 65   | 66   | 60   | 50   | 48   | 70   | 97   | 78   |
| Quellen: Cassini und INSEE |      |      |      |      |      |      |      |      |      |

## Sehenswürdigkeiten
- Kirche Saint-Étienne mit Pietà aus dem 16. Jahrhundert
- Kapelle Notre-Dame-de-Lers aus dem 12. Jahrhundert
- mehrere Wegkreuze
- Gedenkplatte für die Gefallenen[1]

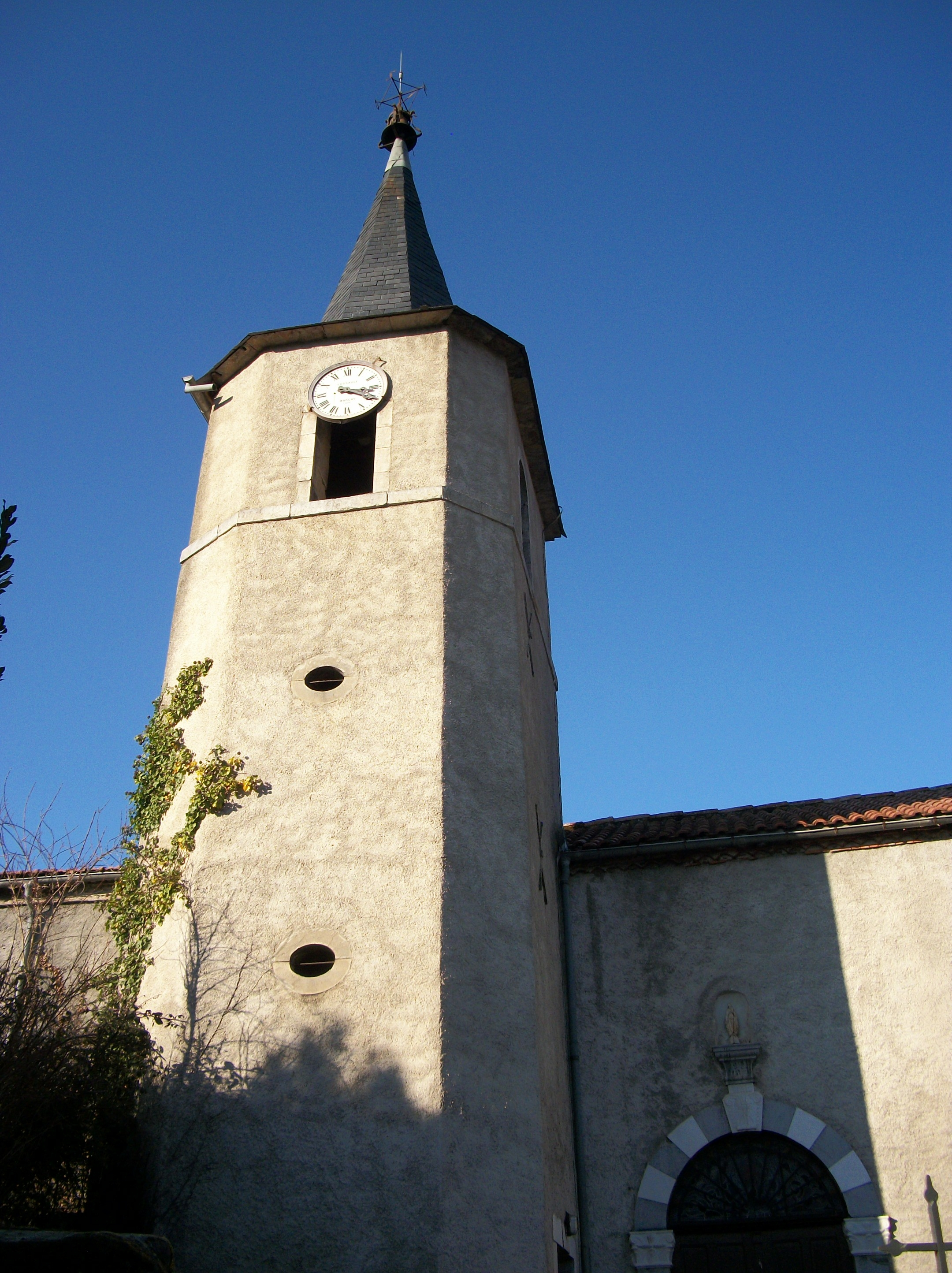
Kirche Saint-Étienne
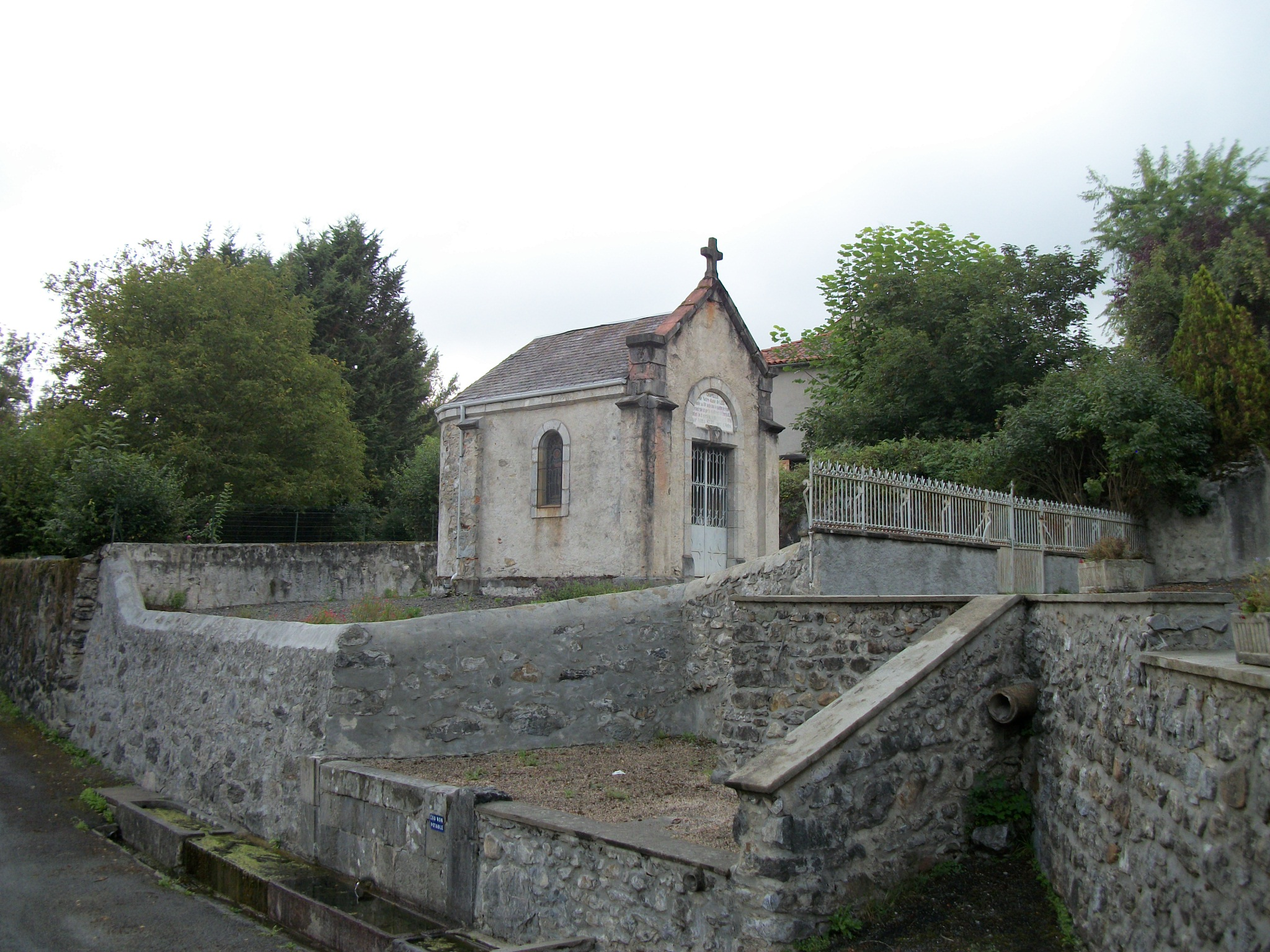
Kapelle Notre-Dame-de-Ler
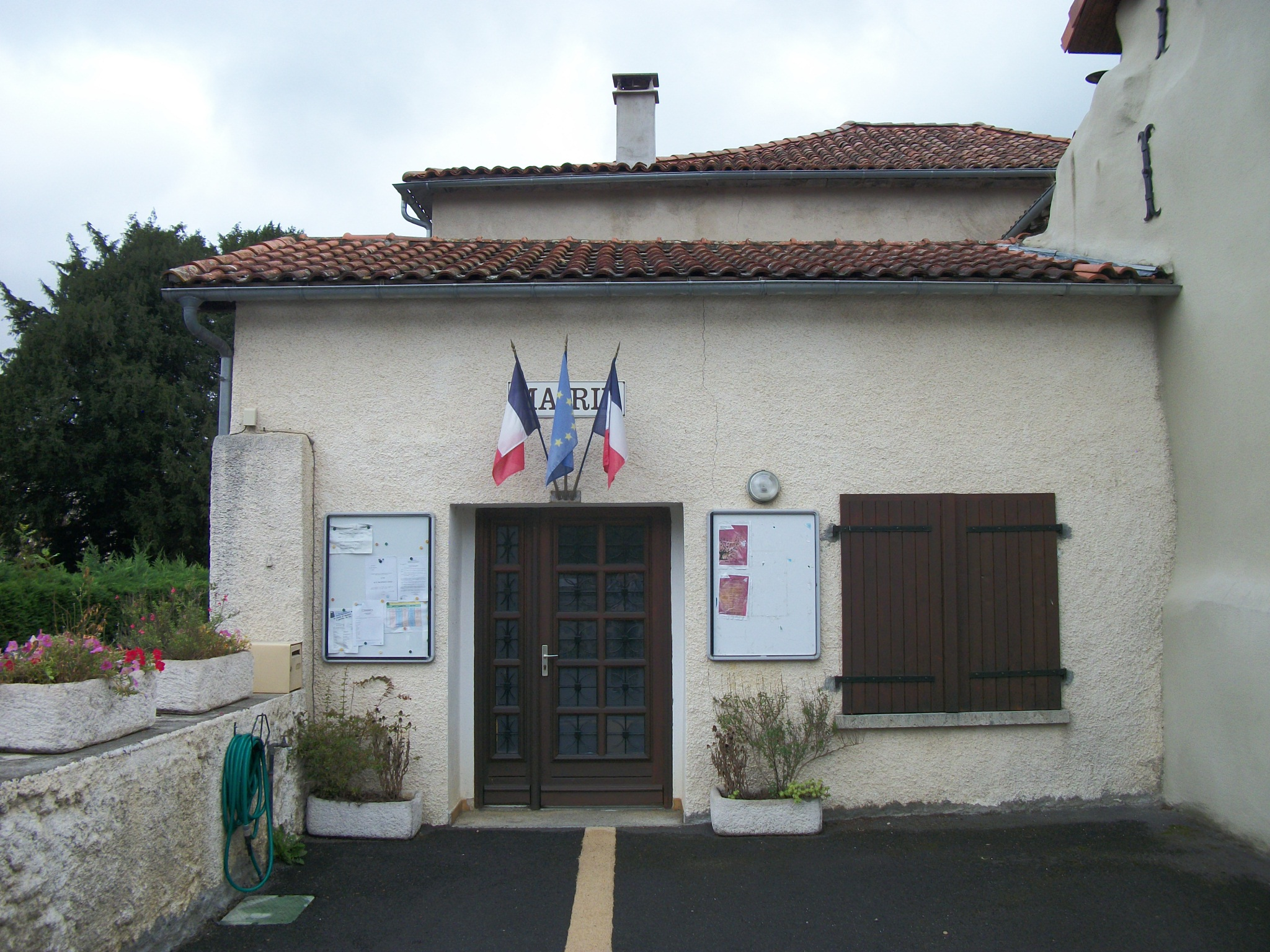
Rathaus (mairie)